# Tutto l'amore che c'è
Tutto l'amore che c'è è un film del 2000 diretto da Sergio Rubini.

## Trama
Carlo è un liceale di 16 anni che vive in un anonimo paesino della Puglia, verso la metà degli anni '70. Il ragazzo, alle prese coi tipici problemi dell'adolescenza, si trova a crescere nel variopinto microcosmo del suo paese, abitato da anziani tradizionalisti, politici corrotti e personaggi singolari come il gommista Molotov; ogni velleità artistica, come quella del padre Pietro (che vorrebbe debuttare come regista teatrale) viene soppressa dalla mentalità paesana, semplice e spontanea ma anche gretta. Carlo, in conflitto coi genitori e alla scoperta del sesso e dell'amore, trova conforto nell'amicizia con alcuni ragazzi più grandi, tra cui Nicola e la sua fidanzata Maura: da loro il ragazzo ottiene preziosi consigli e la spinta a ribellarsi contro le convenzioni sociali.
Un evento inaspettato sconvolge l'equilibrio del gruppo di amici: in paese arrivano infatti Gaia, Tea e Lena, bellissime ed emancipate sorelle monzesi figlie di un ricco ingegnere trasferitosi nel Meridione per dirigere una fabbrica che darà lavoro alla gente del posto. Le ragazze si rivelano radicalmente diverse dalle coetanee del paese: sono infatti cresciute con un'educazione laica, multiculturale e permissiva.
Carlo e i suoi amici si trovano dunque alle prese coi cambiamenti comportati da questo stravolgimento: Nicola intraprenderà una relazione clandestina con Gaia e finirà per rompere violentemente con Maura; gli altri amici tenteranno di adeguarsi alla mentalità delle ragazze, ma dovranno scendere a patti coi propri limiti. Carlo, infine, trascurerà la bella ma timida Antonella, di cui era innamorato, per provare a conquistare Lena, con risultati disastrosi.
Tutti questi eventi porteranno gli amici ad allontanarsi gli uni dagli altri, ma un evento tragico sconvolgerà nuovamente le loro vite: Maura, avvicinatasi a un equivoco motociclista per fare dispetto a Nicola, muore in un incidente stradale. Il dolore per la sua morte lascerà Carlo privo di punti di riferimento, e lo costringerà a fare i conti con la propria immaturità. Inaspettatamente, il ragazzo ritroverà la serenità nella famiglia, negli amici e nell'ambiente confortevole del suo paese.

## Produzione

### Riprese
È ambientato negli anni settanta in un paese immaginario, ricavato con scene riprese in più Comuni della Terra di Bari.
I luoghi prescelti sono: Grumo Appula (paese di nascita del regista Sergio Rubini) ed altri comuni della provincia di Bari: Palo del Colle, Toritto, al Pulo di Altamura, Molfetta e Giovinazzo.
Tra gli attori i baresi Damiano Russo e Michele Venitucci, Margherita Buy ed una giovanissima Vittoria Puccini alla sua prima esperienza da attrice.

### Cast
Nel film è presente un cameo di Gérard Depardieu nei panni di Molotov, uno strambo contadino comunista, che abita alla periferia del paese.
Margherita Buy e Gerard Depardieu, nel film di Rubini, sono gli unici attori professionisti nel film, mentre il resto dei protagonisti sono stati scelti durante casting tenuti per l’occasione a Bari e a Milano.

## Colonna sonora[2]
Il commento sonoro è composto da Michele Fazio, che inoltre si occupa degli arrangiamenti, delle parti di organo, piano e tastiere, coordinando inoltre un gruppo di musicisti composto da Mino Petruzzelli (batteria), Antonio Petruzzelli (basso), Fabio Pignataro (chitarre), Francesco D'Elia (voce) e dai fiatisti Fabrizio Bosso, Michele Carrabba e Francesco Angiulo.
Nella colonna sonora compaiono pure brani di rock, di opera lirica, musica leggera e popolare italiane: l'iniziale Samba pa ti dei Santana, Aimless Life (eseguita da Antonio Tuzza alla voce, Walter Sacripanti alla batteria, Vito Di Modugno al basso, con la direzione della sezione archi di Rosa Cavalieri), Non sia mai di Domenico Modugno, I Talk to the Wind e Moonchild entrambe dei King Crimson, Lucretia MacEvil dei Blood, Sweat & Tears, Tu che di gel sei cinta (aria dalla Turandot di Puccini) eseguita dal soprano Fiamma Izzo D'Amico con la Münchner Rudfunkorchester diretta da Alberto Zedda, O' Guarracino della Nuova Compagnia di Canto Popolare, Abbracciati di Marcella Bella; infine Tutto può succedere di Neffa accompagna i titoli di coda.
Nel film vengono ripercorsi brani di Santana, Led Zeppelin, Genesis e King Crimson in una colonna sonora generale che unisce e coinvolge gli stessi attori nella loro passione per la musica.